# Йосип Радошевич
Йосип Радошевич (хорв. Josip Radošević, нар. 3 квітня 1994, Спліт) — хорватський футболіст, півзахисник данського «Брондбю». Грав за національну збірну Хорватії.

## Клубна кар'єра
Народився 3 квітня 1994 року в місті Спліт. Вихованець юнацьких команд футбольних клубів «Хайдук» (Спліт) та «Наполі».
У дорослому футболі дебютував 2011 року виступами за команду клубу «Хайдук» (Спліт), в якій провів два сезони, взявши участь у 24 матчах чемпіонату. 
Своєю грою за цю команду привернув увагу представників тренерського штабу клубу «Наполі», до складу якого приєднався 2013 року. Відіграв за неаполітанську команду наступні два сезони своєї ігрової кар'єри.
Згодом з 2015 по 2016 рік на правах оренди грав у складі команд клубів «Рієка» та «Ейбар».
До складу клубу «Наполі» повернувся 2016 року, однак відразу ж був відданий в оренду, цього разу до іспанського «Ейбара».
31 серпня 2016 року на правах вільного агента уклав контракт з австрійським клубом «Ред Булл», а за рік повернувся на батьківщину, ставше гравцем свого рідного сплітського «Хайдука».
Влітку 2018 року за 800 тисяч євро перейшов до данського «Брондбю».

## Виступи за збірні
У 2010 році дебютував у складі юнацької збірної Хорватії, взяв участь у 26 іграх на юнацькому рівні, відзначившись 2 забитими голами.
З 2013 року залучався до складу молодіжної збірної Хорватії. На молодіжному рівні зіграв у 10 офіційних матчах, забив 2 голи.
2012 року провів свою першу і єдину гру у складі національної збірної Хорватії.
| Дата      | Місто    | Господарі | Результат | Гості    | Турнір            | Голи | Примітки |
| --------- | -------- | --------- | --------- | -------- | ----------------- | ---- | -------- |
| 11-9-2012 | Брюссель | Бельгія   | 1 – 1     | Хорватія | Відбір до ЧС 2014 | -    | 78'      |
| Усього    |          | Матчів    | 1         |          | Голів             | 0    |          |

## Титули і досягнення
- Володар Кубка Італії (1):

«Наполі»: 2013-14
- Володар Суперкубка Італії з футболу (1):

«Наполі»: 2014
- Чемпіон Австрії (1):

«Ред Булл»: 2016-17
- Володар Кубка Австрії (1):

«Ред Булл»: 2016-17
- Чемпіон Данії (1):

«Брондбю»: 2020-21